# Borisoglebsk
Borisoglebsk (tiếng Nga: Борисоглебск) là một thành phố Nga. Thành phố này thuộc chủ thể Voronezh Oblast. Thành phố có dân số 69.392 người (theo điều tra dân số năm 2002). Đây là thành phố lớn thứ 223 của Nga theo dân số năm 2002. Dân số qua các thời kỳ: